# László Kovács (piłkarz)
László Kovács (ur. 24 kwietnia 1951 w Tatabányi, zm. 30 czerwca 2017 w Győrze) – piłkarz węgierski grający na pozycji bramkarza. W swojej karierze rozegrał 12 meczów w reprezentacji Węgier.

## Kariera klubowa
Karierę piłkarską Kovács rozpoczął w juniorach klubu Tatabányai Bányász. W 1971 roku odszedł do Honvéd Rákóczi SE. W 1972 roku odszedł do Videotonu z Székesfehérváru i w sezonie 1972/1973 zadebiutował w nim w pierwszej lidze węgierskiej. W sezonie 1975/1976 wywalczył z Videotonem wicemistrzostwo Węgier.
W 1981 roku Kovács przeszedł do zespołu Rába ETO Győr. W latach 1982–1983 dwukrotnie z rzędu został mistrzem kraju. Z kolei w 1984 i 1985 roku zostawał wicemistrzem Węgier. Wiosną 1985 grał już w Békéscsabai Előre, a latem tamtego roku odszedł do Siófoki Bányász. W 1988 roku ponownie grał w Győri ETO, a swoją karierę kończył w 1989 roku w austriackim amatorskim zespole SV Forchenstein.

## Kariera reprezentacyjna
W reprezentacji Węgier Kovács zadebiutował 7 maja 1975 roku w wygranym 2:0 meczu kwalifikacji do Igrzysk Olimpijskich 1976 z Bułgarią. W 1978 roku został powołany do kadry na Mistrzostwa Świata w Argentynie. Na Mundialu był rezerwowym bramkarzem i nie rozegrał żadnego spotkania. Od 1975 do 1977 roku rozegrał w kadrze narodowej 12 meczów.
| Mecze i gole w reprezentacji | Mecze i gole w reprezentacji | Mecze i gole w reprezentacji | Mecze i gole w reprezentacji | Mecze i gole w reprezentacji | Mecze i gole w reprezentacji | Mecze i gole w reprezentacji |
| #                            | Data                         | Stadion                      | Rywal                        | Wynik                        | Gol                          | Rozgrywki                    |
| 1975                         | 1975                         | 1975                         | 1975                         | 1975                         | 1975                         | 1975                         |
| ---------------------------- | ---------------------------- | ---------------------------- | ---------------------------- | ---------------------------- | ---------------------------- | ---------------------------- |
| 1.                           | 07.05.1975                   | Budapeszt, Węgry             | Bułgaria                     | 2:0                          | 0                            | kwal. IO 1976                |
| 2.                           | 07.06.1975                   | Sofia, Bułgaria              | Bułgaria                     | 0:4                          | 0                            | kwal. IO 1976                |
| 3.                           | 10.08.1975                   | Teheran, Iran                | Iran                         | 2:1                          | 0                            | towarzyski                   |
| 4.                           | 24.09.1975                   | Budapeszt, Węgry             | Austria                      | 2:1                          | 0                            | el. ME 1976                  |
| 5.                           | 08.10.1975                   | Łódź, Polska                 | Polska                       | 2:4                          | 0                            | towarzyski                   |
| 1976                         |                              |                              |                              |                              |                              |                              |
| 6.                           | 30.04.1976                   | Lozanna, Szwajcaria          | Szwajcaria                   | 1:0                          | 0                            | towarzyski                   |
| 7.                           | 12.06.1976                   | Budapeszt, Węgry             | Austria                      | 2:0                          | 0                            | towarzyski                   |
| 8.                           | 22.09.1976                   | Berlin, RFN                  | NRD                          | 1:1                          | 0                            | towarzyski                   |
| 9.                           | 09.10.1976                   | Pireus, Grecja               | Grecja                       | 1:1                          | 0                            | el. MŚ 1978                  |
| 10.                          | 13.10.1976                   | Wiedeń, Austria              | Austria                      | 4:2                          | 0                            | towarzyski                   |
| 1977                         |                              |                              |                              |                              |                              |                              |
| 11.                          | 09.02.1977                   | Lima, Peru                   | Peru                         | 2:3                          | 0                            | towarzyski                   |
| 12.                          | 22.02.1977                   | Meksyk, Meksyk               | Meksyk                       | 1:1                          | 0                            | towarzyski                   |